# Lei Jun
Lei Jun, född 16 december 1969 i Xiantao, Hubei, är en kinesisk affärsman som är känd för att ha grundat Xiaomi.
Lei Jun var en av grundarna till företaget Kingsoft som grundades 1992 och blev VD 1998. Ett år senare grundade han webbplatsen Joyo.com. Efter att Kingsoft framgångsrikt avslutat sin börsintroduktion, avgick Lei från sin position som VD och blev vice ordförande i Kingsoft. I början av 2000-talet investerade han i många framgångsrika nystartade företag som YY, UC och Vancl som en ängelinvesterare, och den 6 april 2010 grundade han Xiaomi. I juli 2011, återvände han till Kingsoft som styrelseordförande. Lei Jun är 2016 ordförande och VD för Xiaomi.

## Biografi
Lei Jun gick ut från Mianyang Middle School år 1987 och han började därefter att studerade på Wuhan University, där han tog examen år 1991 med en kandidatexamen i datavetenskap. År 1992 gick han med i Peking-baserade mjukvaruföretaget Kingston Corp., och 1998 blev han dess VD. Han hjälpte till med att förvandla Kingston från ett företag främst inriktat på ordbehandlingsprogram till ett finansiellt stabilt företag med produkter som videospel och datorsäkerhetsprogram. År 2007 ledde han Kingston genom sin börsintroduktion (IPO) på Hongkongbörsen. Han lämnade Kingston strax efter börsintroduktionen (även om han senare anslöt till dess styrelse), och för de kommande åren ledde han en riskkapitalfond.  År 2000, grundade Lei Jun Joyo.com, en online-bokhandel, som så småningom såldes för US$75miljoner till Amazon.com år 2004.
I april 2010 grundade Lei Jun Xiaomi Corp. med flera partners, inklusive tidigare Googlechefen Lin Bin. Även om företaget sålde annan elektronik, var de särskilt inriktade på smartphones. Genom att undvika kostsam reklam och istället interagera med kunder direkt via sociala medier har Xiaomi kunnat minska kostnaderna avsevärt. År 2014 värderades bolaget till mer än US$46 miljarder och blev därmed det mest värdefulla privata teknikföretaget. I april samma år såldes 2,1 miljoner smartphones på nätet inom bara 12 timmar, och satte därmed ett världsrekord för de flesta mobiltelefoner som säljs på en onlineplattform på en enda dag, och i slutet av 2014 hade Xiaomi gått om Samsung som Kinas ledande smartphoneleverantör.